# 所ゆきよし
所 ゆきよし（ところ ゆきよし、本名：片山 喜之（かたやま よしゆき）、1947年4月15日 - 2023年9月16日）は、日本の漫画家。愛知県名古屋市出身。南山大学経済学部卒業。血液型AB型。

## 来歴・人物
大学在学中より地元誌に風刺画を描く。会社員を経て、1978年に独立。1985年3月より毎日新聞にて、亡くなるまで続く連載を開始。同紙では政治家の似顔絵も担当した。
ペンネームは、名前を考えていた際に自決のニュースを聞いた作家・三島由紀夫に因み、本名を逆さにし「ゆきよし」（由紀夫・死）とした。2009年度、毎日新聞に連載している政治漫画が評価され第38回日本漫画家協会賞大賞を受賞した。
2023年9月16日午後11時53分、胃がんのため東京都の自宅で死去。76歳没。

## 作風
ひとコマ漫画（カートゥーン）作家。
似顔絵を使った漫画やイラスト、子ども向け動物キャラクター制作が多い。政治漫画の分野では、政治家を2頭身にデフォルメした似顔絵を用る。政治家がフキダシのセリフによって、延々と状況を語り、駄洒落を弄するスタイルである。辛らつな風刺はなく、絵で奇抜なアイディアを見せる本格的なカートゥーンのスタイルには程遠い。

## 代表作
- 風刺漫画（毎日新聞、1985年3月 - 2023年9月17日[2]）
- ひとコマ漫画家集団“JAPUNCH”の一員としての一連の著作
- 所ゆきよしのツーショット（日刊スポーツ、連載終了）
- 本のおつまみ（週刊大衆、連載終了）
その他、月刊ドラゴンズ（中日新聞社）に中日ドラゴンズの選手の似顔絵を執筆している。

## 受賞歴
- 1993年度日本文芸家クラブ（大賞、美術部門）[4]
- 2009年度第38回日本漫画家協会賞（大賞）[5] など

“JAPUNCH”の一員として
- 『ビバ,シェフ！』で、2001年度（第5回）文化庁メディア芸術祭・マンガ部門（優秀賞）[6]
- 『カンパイ!』で、2002年度（第6回）文化庁メディア芸術祭・マンガ部門（審査委員会推薦作品）[7]

## 所属団体
- 日本漫画家協会
- JAPUNCH
- 漫画集団

## 関連事項
- ひとコマ漫画